# Veine satellite
Une veine satellite est une veine qui accompagne dans son trajet l'artère qui l'alimente.
Elles sont généralement appairées et situées sur les côtés de l'artère.

## Fonction
Les veines satellites du fait de leur proximité avec l'artère, profitent des pulsations de celle-ci facilitant le retour veineux.
Cette proximité permet également un échange thermique entre le sang artériel et le sang veineux contribuant ainsi à la régulation de la température corporelle.

## Remarque
Le terme veine satellite peut être employée pour désigner une veine qui accompagne une autre structure anatomique comme par exemple la veine satellite du nerf hypoglosse.